# Хмелеграб японский
Хмелеграб японский (лат. Ostrya japonica) — вид деревьев рода Хмелеграб (Ostrya) семейства Берёзовые (Betulaceae).
В Арнольд-Арборетуме (США) растёт вполне успешно с 1880 года. В культуре в России не встречается,

## Распространение и экология
В природе ареал вида охватывает Корею, Японию и Китай (провинции Ганьсу, Хэбэй, Хэнань, Хубэй, Шэньси и Сычуань).
Произрастает в горных лесах.

## Ботаническое описание
Дерево высотой до 20 м, со стволом диаметром до 40 см. Побеги густоопушённые.
Почки яйцевидные, блестящие. Листья яйцевидные или яйцевидно-продолговатые, длиной 8—12 см, шириной 3—5 см, с закруглённым или слегка сердцевидным основанием, суживающиеся в длинное острие, по краям грубо-остро и неравно-пильчатые, сверху тёмно-зелёные, снизу светлее, с обеих сторон мягко опушённые.
Орешек продолговато-яйцевидный, длиной 5—6,5 мм, на верхушке голый.

## Таксономия
Вид Хмелеграб японский входит в род Хмелеграб (Ostrya) подсемейства Лещиновые (Coryloideae) семейства Берёзовые (Betulaceae) порядка Букоцветные (Fagales).
|  |                                      |  |                                                             |                                                             |                     |  | ещё 7 семейств (согласно Системе APG II) | ещё 7 семейств (согласно Системе APG II)                   |                                                            |  |  |  | ещё 3 рода  | ещё 3 рода             |  |  |
|  |                                      |  |                                                             |                                                             |                     |  | ещё 7 семейств (согласно Системе APG II) | ещё 7 семейств (согласно Системе APG II)                   |                                                            |  |  |  | ещё 3 рода  | ещё 3 рода             |  |  |
|  |                                      |  |                                                             | порядок Букоцветные                                         |                     |  |                                          |                                                            | подсемейство Лещиновые                                     |  |  |  |             | вид Хмелеграб японский |  |  |
|  |                                      |  |                                                             | порядок Букоцветные                                         |                     |  |                                          |                                                            | подсемейство Лещиновые                                     |  |  |  |             | вид Хмелеграб японский |  |  |
|  | отдел Цветковые, или Покрытосеменные |  |                                                             |                                                             | семейство Берёзовые |  |                                          |                                                            | род Хмелеграб                                              |  |  |  |             |                        |  |  |
|  | отдел Цветковые, или Покрытосеменные |  |                                                             |                                                             |                     |  |                                          |                                                            |                                                            |  |  |  |             |                        |  |  |
|  |                                      |  | ещё 44 порядка цветковых растений (согласно Системе APG II) | ещё 44 порядка цветковых растений (согласно Системе APG II) |                     |  |                                          | ещё одно подсемейство, Берёзовые (согласно Системе APG II) | ещё одно подсемейство, Берёзовые (согласно Системе APG II) |  |  |  | ещё 8 видов |                        |  |  |
|  |                                      |  |                                                             | ещё 44 порядка цветковых растений (согласно Системе APG II) |                     |  |                                          |                                                            | ещё одно подсемейство, Берёзовые (согласно Системе APG II) |  |  |  |             |                        |  |  |